# Équivariance
En mathématiques, l'équivariance est une forme de symétrie de fonctions d'un espace par symétrie avec un autre (tels que les espaces symétriques). Une application est dite équivariante par l'action d'un groupe de symétrie si ce groupe peut agir sur ses ensembles de départ et d'arrivée et quand cette application commute avec l'action de groupe. Autrement dit, appliquer une transformation du groupe de symétrie puis effectuer l'application produit le même résultat que d'effectuer ces opérations en sens inverse.
Les applications équivariantes généralisent le concept d'invariant, application dont le résultat est inchangé par une transformation de son argument. La valeur d'une application équivariante est souvent (par abus) appelée un invariant.
En inférence statistique, l'équivariance sous transformation statistique de données est une propriété importante de plusieurs méthodes d'estimation ; voir estimateur invariant pour plus de détails. En mathématiques pures, l'équivariance est un objet central d'étude en topologie équivariante et ses sous-sujets (cohomologie équivariante et théorie d'homotopie stable équivariante).

## Exemples

### Géométrie élémentaire

Le centre de gravité d'un triangle (à l'intersection des médianes rouges) est équivariant par transformation affine : le centre de gravité d'un triangle transformé est le transformé du centre de gravité du triangle initial.

En géométrie du triangle, l'aire et le périmètre d'un triangle sont invariants : ces valeurs ne changent pas par translation ou rotation du triangle. Cependant, des centres du triangle tels que le centre de gravité, le centre du cercle circonscrit, celui du cercle inscrit ou l'orthocentre ne sont pas invariants, car déplacer un triangle entrainera le déplacement des centres. Toutefois, ces centres sont équivariants :appliquer un déplacement (combinaison d'une translation et d'une rotation) à un triangle, puis construire son centre, produit le même point que construire d'abord le centre, puis appliquer le même déplacement. Plus généralement, les centres du triangle sont par définition équivariants par similitude (combinaison d'une translation, d'une rotation et d'une homothétie et éventuellement d'une symétrie); le centre de gravité est même équivariant par toute transformation affine.
La même fonction peut être invariante par l'action d'un groupe de symétries et équivariante par l'action d'un autre. Par exemple, par des similitudes au lieu de déplacements, l'aire et le périmètre ne sont plus invariants : appliquer une homothétie à un triangle change aussi son aire et son périmètre. Cependant, ces changements ont un caractère prévisible : si un triangle subit une homothétie de rapport k, le périmètre est multiplié par {\displaystyle |k|} et son aire, par k2. Ainsi, l'application associant un triangle à son aire ou son périmètre peut être vue comme équivariante par l'action du groupe des homothéties.

### Statistiques
Une autre classe d'exemples simples vient de l'estimation statistique. La moyenne d'un échantillon (un ensemble de nombres réels) est souvent utilisé comme une tendance centrale d'un échantillon. Elle est équivariante par applications linéaires des nombres réels, donc par exemple elle n'est inchangée par le choix des unités utilisé pour représenter les nombres. Inversement, la moyenne n'est pas équivariante par transformations non linéaires comme des exponentielles.
La médiane d'un échantillon est équivariant pour un groupe plus grand de transformations, les fonctions (strictement) monotones sur les nombres réels. Cette analyse indique que la médiane est plus robuste devant certaines formes de changements dans un ensemble de données, et que (contrairement à la moyenne) elle a du sens sur des données ordinales
Les concepts d'estimateur invariant et d'estimateur équivariant ont été utilisés pour formaliser ce style d'analyse.

### Théorie des représentations
Dans la théorie des représentations des groupes finis, un espace vectoriel muni d'un groupe qui agit par transformations linéaires de l'espace est appelé représentation linéaire du groupe.
Une application linéaire qui commute avec l'action est appelée un opérateur d'entrelacement. En général, un opérateur d'entrelacement est juste une application linéaire équivariante entre deux représentations. Alternativement, un opérateur d'entrelacement pour des représentations d'un groupe G sur un corps K est comparable à un homomorphisme de module de K[G]-modules, où K[G] est l'anneau de groupes de G.
Sous certaines conditions, si X et Y sont toutes deux des représentations irréductibles, alors un opérateur d'entrelacement (autre que l'application nulle) n'existe que si les deux représentations sont équivalentes (plus précisément, sont isomorphes comme modules). Cet opérateur d'entrelacement est alors unique à un facteur multiplicatif près (un scalaire non nul de K). Ces propriétés sont vérifiées si l'image de K[G] est une algèbre simple, de centre K (par le lemme de Schur : voir module simple). Par conséquent, dans des cas importants, la construction d'un opérateur d'entrelacement suffit à montrer que les représentations sont effectivement les mêmes.

## Formalisation
L'équivariance peut être formalisé à travers le concept de G-ensemble pour un groupe G. C'est un objet mathématique constitué d'un ensemble mathématique S et d'une action de groupe (à gauche) de G vers S.
Si X et Y sont tous deux des G-ensembles sur le même groupe G, alors une fonction f : X → Y est dite équivariante si f(g·x) = g·f(x) pour tout g ∈ G et tout x ∈ X.
Si une ou les deux actions sont des actions à droite, la condition d'équivariance peut être modifiée à convenance :
f(x·g) = f(x)·g; (droite-droite)
f(x·g) = g−1·f(x); (droite-gauche)
f(g·x) = f(x)·g−1; (gauche-droite)
Les applications équivariantes sont des homomorphismes dans la catégorie de G-ensembles (pour un G fixé). Ils sont ainsi également désignés comme des G-morphismes G-applications, ou G-homomorphismes. Les isomorphismes de G-ensembles sont simplement des applications équivariantes bijectives.
La condition d'équivariance peut aussi être comprise par le diagramme commutatif suivant. On notera que g· désigne l'application qui prend un élément z et renvoie g·z.